# Declaración de autonomía de Santiago del Estero

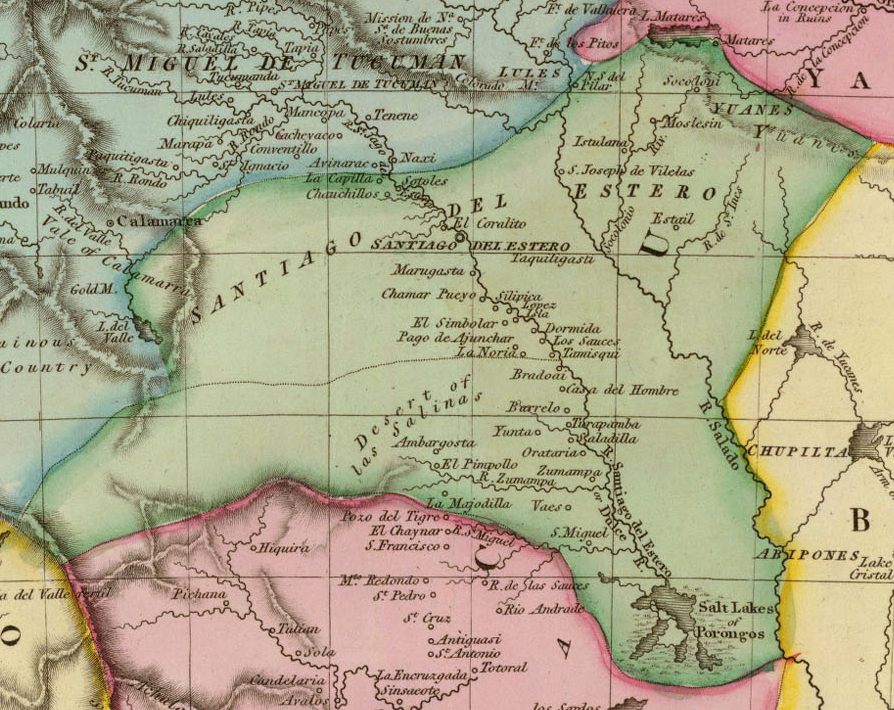
Jurisdicción de Santiago del Estero en 1812.

La declaración de autonomía de Santiago del Estero, ocurrida el 27 de abril de 1820, fue un manifiesto en el cual los ciudadanos de la Tenencia de gobierno de Santiago del Estero se declararon autónomos de la Provincia de Tucumán y sus autoridades. Con esta proclama se erigió la Provincia de Santiago del Estero como uno de los estados federados de la actual República Argentina, con gobierno propio y autonomía plena.

## Antecedentes

### Causas territoriales

Santiago del Estero estaba incluida en la Intendencia de Salta del Tucumán durante el Virreinato del Río de la Plata.

Desde la creación del Virreinato del Río de la Plata en 1776, la ciudad de Santiago del Estero y su jurisdicción formaban parte de la Gobernación Intendencia de Salta del Tucumán, con capital en la ciudad de Salta.
Luego de la Revolución de Mayo de 1810, surgieron las Provincias Unidas del Río de la Plata, y el 8 de octubre de 1814 se dispuso una nueva organización de todo el territorio. Mediante un decreto del director supremo, Gervasio Antonio de Posadas, la Gobernación Intendencia de Salta del Tucumán fue dividida en dos jurisdicciones. Una de ellas fue la Gobernación Intendencia de Tucumán, con capital en la ciudad de San Miguel de Tucumán y con potestad además sobre las ciudades de San Fernando del Valle de Catamarca y Santiago del Estero. Esta última, rival histórica de la nueva capital de la intendencia, vio una vez más frustrada su aspiración de ser capital. Esto repercutió negativamente entre los santiagueños, ya que no fueron consultados y juzgaron esta medida como arbitraria, provocando en ellos el surgimiento de anhelos autonomistas.

### Causas económicas
Después de la Revolución de Mayo, las familias patricias santiagueñas que dominaban el Cabildo de Santiago del Estero, y por lo tanto la política y economía local, vieron afectados sus intereses por la guerra de independencia en el Alto Perú. Debido a las campañas independentistas en el norte, el comercio con el Alto Perú se vio interrumpido. Además, los hombres que formaban parte de la mano de obra en estancias y talleres, se habían enrolado en el Batallón de Patricios Santiagueños, uniéndose luego al patriota Ejército del Norte. Todo esto provocó un cese en las exportaciones de manufacturas y artesanías hacia el norte y generó problemas locales en la agricultura y ganadería por falta de mano de obra.
También existía en ese tiempo un malestar en toda la jurisdicción de Santiago del Estero, fundado en el cobro de los impuestos. Al ser San Miguel de Tucumán la capital de la provincia, allí se centralizaba el cobro de los tributos y la distribución de lo recaudado, que no era equitativo, y eso era uno de los temas reclamados por el cabildo santiagueño. Además se confiscaba el trigo santiagueño siguiendo órdenes de Buenos Aires. A esta situación deplorable, se sumaban los ataques y saqueos de los abipones, debido a que la guerra por la independencia había provocado el abandono de los fortines y la disolución de las milicias locales que controlaban a esos indígenas.

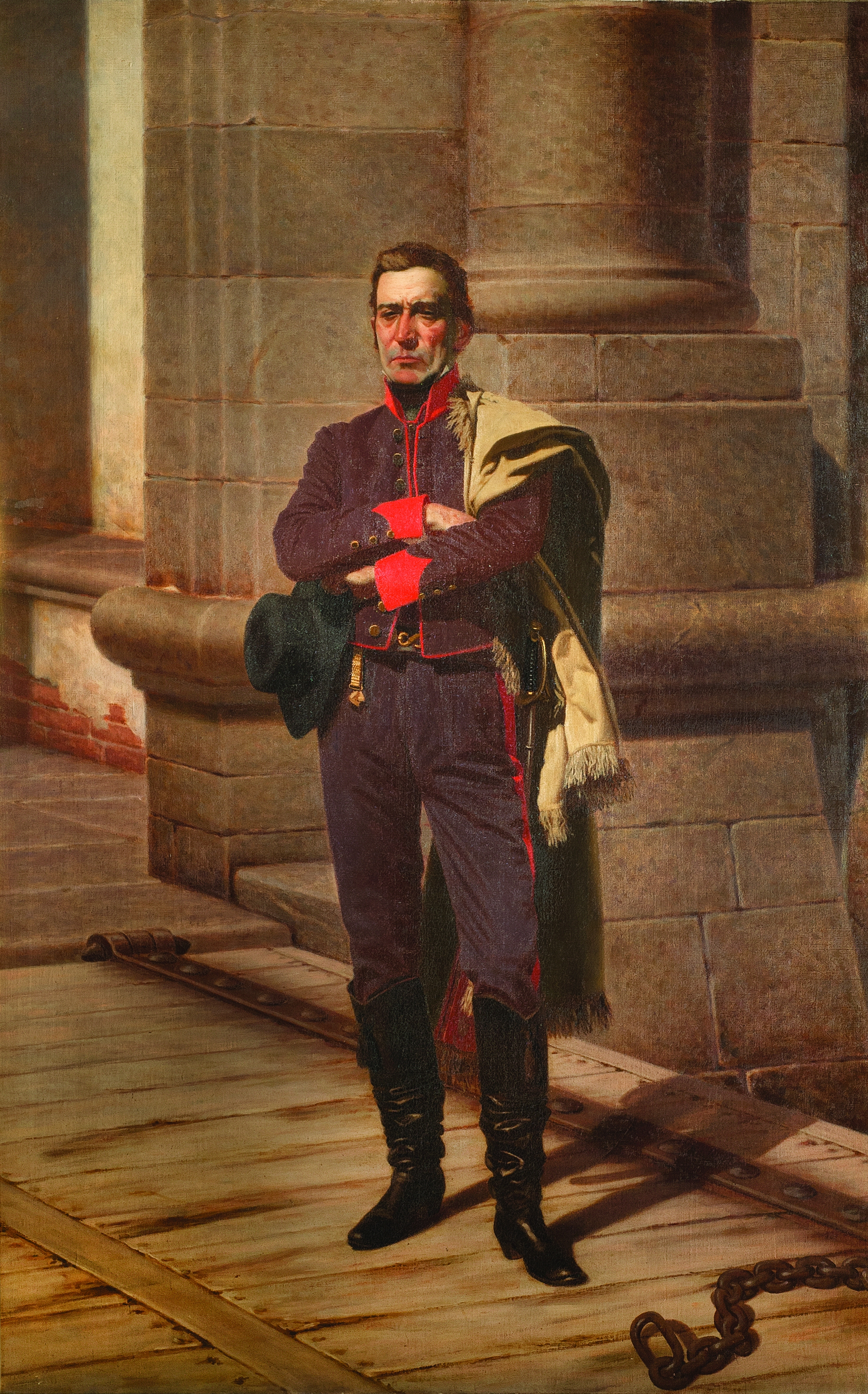
José Gervasio Artigas, defensor del federalismo, tuvo simpatizantes en Santiago del Estero.

### Causas políticas
A nivel nacional, en 1813 comenzaron los conflictos entre los defensores del federalismo, liderados por José Gervasio Artigas, y los partidarios del gobierno centralista y unitario del director supremo en Buenos Aires. En 1814 se formó la Liga de los Pueblos Libres, liderada por Artigas, que defendía las autonomías provinciales, los reclamos del interior y el protagonismo de los gobernantes locales. Estos postulados encontraron simpatizantes en Santiago del Estero y fue el coronel Juan Francisco Borges quien encarnó esos ideales a nivel local.
Los santiagueños querían terminar con su carácter de ciudad subalterna y dejar de depender de San Miguel de Tucumán. Este anhelo era perseguido por Borges y estaba apoyado por los vecinos, el clero y el cabildo de Santiago del Estero. Por otro lado, existían grupos que simpatizaban y respondían al gobierno de Tucumán, entre ellos la pudiente familia Taboada.
En enero de 1815, asumió como teniente de gobernador de Santiago del Estero Pedro Domingo Isnardi, conocido autonomista. Sin embargo, el gobernador intendente de Tucumán, Bernabé Aráoz, envió secretamente a Santiago del Estero a Juan Bautista Paz, en carácter de juez pesquisidor. A raíz de su informe, Aráoz destituyó en abril a Isnardi enviándolo al Fuerte de Abipones y colocó como jefe militar al comandante Antonio María Taboada (miembro de la familia Taboada, aliados de Aráoz).
En ese mismo mes se produjo la caída del unitario Carlos María de Alvear al frente del directorio supremo. Este suceso fortaleció los sentimientos autonomistas y federales en Santiago del Estero. Los vecinos, con el apoyo de las milicias de la ciudad, realizaron un cabildo abierto. Dicha reunión resolvió el envío de un petitorio al director supremo sustituto, Ignacio Álvarez Thomas, pidiendo la restitución de Isnardi y la autonomía de Santiago del Estero. Álvarez Thomas respondió que el Congreso General del año siguiente en San Miguel de Tucumán resolvería esa disputa.

## Primeros intentos autonomistas

### Primera sublevación  de Borges

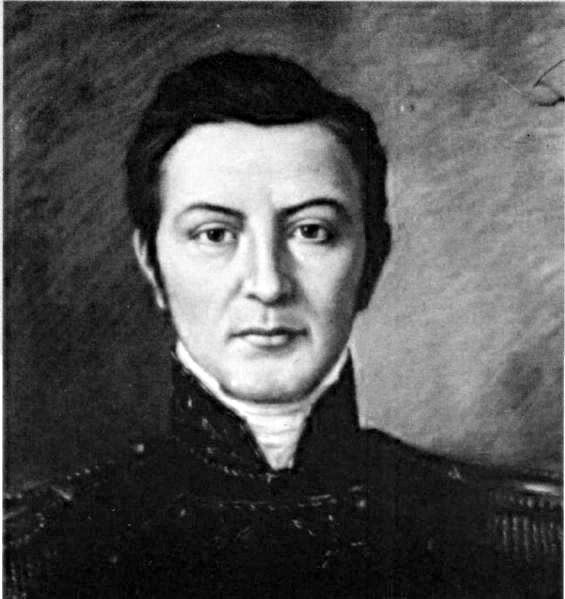
Bernabé Aráoz, gobernador tucumano.

Ante la respuesta de Álvarez Thomas, los aliados de Aráoz (entre ellos los Taboada) lograron que el cabildo eligiera como teniente de gobernador a Tomás Juan de Taboada, partidario de Aráoz. De esta manera, quedaba reafirmada la dependencia de los santiagueños con Tucumán y Aráoz.
Este hecho desató el 4 de septiembre de 1815 una sublevación en Santiago del Estero encabezada por Juan Francisco Borges, quien con 70 partidarios hizo renunciar a Taboada y lo destituyó de facto. Luego convocó al pueblo de la ciudad y fue proclamado gobernador provisorio. Borges declaró a Santiago del Estero como uno de los Pueblos Libres, colocándose en sintonía con las ideas federales de Artigas.
Aráoz envió un contingente de milicias tucumanas liderada por el comandante Juan Francisco Lobo. El 8 de septiembre, los atacantes tucumanos tomaron la ciudad por asalto chocando con los autonomistas en la plaza principal. La ágil caballería tucumana aniquiló la resistencia de los rebeldes. Borges fue herido y sus hombres se dispersaron.
Cuando volvió en sí, Borges fue arrestado y enviado preso a Tucumán. Sin embargo, logró escarparse y se asiló en Salta, bajo la protección del gobernador Martín Miguel de Güemes. Al año siguiente regresó a Santiago del Estero.

### Segunda sublevación de Borges

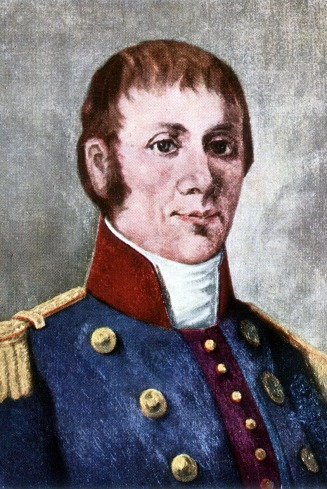
Juan Francisco Borges.

El 10 de diciembre de 1816 estalló nuevamente en Santiago del Estero un segundo movimiento revolucionario. Borges apresó al teniente de gobernador Gabino Ibáñez y lo envió a Loreto. Ibáñez respondía al gobernador Aráoz y sus más íntimos aliados, la familia Taboada. Borges asumió el cargo de gobernador provisorio por decisión popular. Su primera decisión fue declarar la autonomía de Santiago del Estero. Luego se dirigió al interior de la provincia para reclutar milicias.
Inmediatamente el gobernador tucumano Aráoz informó al general Manuel Belgrano, argumentando falsamente que aquel levantamiento en Santiago del Estero era contra el Congreso de Tucumán y las Provincias Unidas del Río de la Plata.
El Congreso de Tucumán había decretado el 1 de agosto de 1816 fuertes castigos y la pena de muerte a los cabecillas de cualquier rebelión armada en contra de su autoridad. Belgrano envió por orden del Congreso un escuadrón de 100 húsares al mando del comandante Gregorio Aráoz de Lamadrid y tras ellos 200 infantes, 50 dragones y 2 piezas de artillería, al mando de Juan Bautista Bustos con el objeto de sofocar la sublevación.
Borges reunió unos 500 hombres, pero el 27 de diciembre fue localizado y derrotado por Lamadrid y sus húsares en el combate de Pitambalá, dejando 30 rebeldes muertos y 80 prisioneros. Borges fue perseguido y se refugió en Guaype, en la casa de Leandro Taboada (comandante rural y hermano de los Taboada, aliados de Aráoz); pero este lo entregó a Lamadrid.
Juan Francisco Borges fue fusilado sin juicio ni defensa el 1 de enero de 1817 en el cementerio del convento de Santo Domingo.
Una vez restaurada la paz en Santiago del Estero, Gabino Ibáñez fue nombrado nuevamente como teniente de gobernador y las autoridades tucumanas retomaron el control.

## Proceso definitivo de autonomía

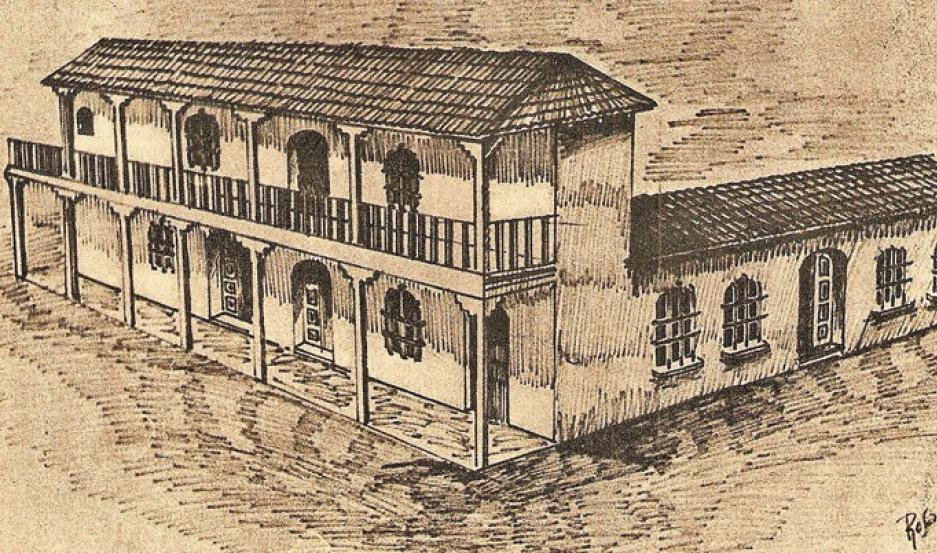
Cabildo de la ciudad de Santiago del Estero.

### Conflictos en el Cabildo
En 1819, Santiago del Estero continuaba dependiente de Tucumán y su gobernador Aráoz. Sin embargo, ni siquiera la dura represión a las sublevaciones de Borges hizo que se destruyeran las fuerzas y sentimientos autonomistas entre los santiagueños. El cabildo de Santiago del Estero se había vuelto un reducto en el que las familias patricias santiagueñas, partidarias de la autonomía, podían alcanzar algunos cargos capitulares en dicha institución.
El 18 de noviembre de 1819, se realizaron las elecciones de los miembros de la junta electoral, encargada a su vez de elegir a los capitulares del cabildo de 1820. Salió triunfante la lista integrada por Pedro F. Carol, Juan Antonio Neirot, Pedro Pablo Gorostiaga, José Domingo Iramaín y Francisco Javier Frías. Existía en ellos el firme propósito de constituir un cabildo con autoridades independientes de Tucumán, y con esto lograr la autonomía por la que tanto luchó Borges.
Advertida esta situación, el teniente de gobernador Gabino Ibáñez anuló las elecciones y mandó un sumario para investigar las reuniones secretas de los posibles autonomistas, sospechando que guardaban armas para la sedición. Además solicitó al alcalde de 1º voto la lista de los cinco electores que seguían a los ganadores, que eran Manuel G. Caballero, Martín de Herrera, Nicolás Durán, Carmen Romero y Manuel Alcorta. Ellos sí le respondían en su mayoría, así que los convocó a las 8 de la mañana del 25 de diciembre de 1819 para que eligieran a los cabildantes del año 1820. Fueron elegidas personas que respondían a Ibáñez. Dicha elección de capitulares fue hecha por medios fraudulentos y motivó una repulsión general en los ciudadanos. Los opositores denunciaron que la convocatoria era nula, ya que los miembros de la junta no eran los que el pueblo había elegido y no eran sus legítimos representantes. La situación de Ibáñez se hizo insostenible por la resistencia de sus opositores, y se retiró a Tucumán el 27 de enero de 1820, delegando el gobierno en el cabildo santiagueño.

### Batalla de Cepeda y caída del Directorio
Mientras tanto a nivel nacional, el 8 de enero de 1820 se produjo el motín de Arequito, en el que el Ejército del Norte se sublevó contra el directorio supremo. El 1 de febrero se produjo la Batalla de Cepeda, en la que las tropas de los caudillos federales, Estanislao López y Francisco Ramírez, vencieron a las fuerzas del director supremo José Rondeau, quien renunció al cargo. Además se disolvió el Congreso de Tucumán y se anuló la Constitución unitaria de 1819  sancionada por dicho congreso. De esta manera, se produjo la caída de todas las autoridades nacionales, dando inicio al periodo conocido como la Anarquía del Año XX, donde las provincias se gobernaron a sí mismas sin un gobierno central.
Con el objetivo de organizar la nueva confederación, Juan Bautista Bustos invitó a todas las provincias a formar un Congreso en Córdoba.

### Aráoz y la República de Tucumán
Dado el clima de anarquía que se vivía a nivel nacional, y temiendo otra rebelión autonomista, el gobernador tucumano Bernabé Aráoz envió 100 soldados a Santiago del Estero al mando de Felipe Heredia. Dichas tropas fueron enviadas bajo la excusa de escoltar al general Belgrano, quien gravemente enfermo regresaba a Buenos Aires.
Una vez arribadas las fuerzas tucumanas a Santiago del Estero, Heredia dejó un escuadrón de 50 dragones al mando del capitán Juan Francisco Echauri. Ocuparon la ciudad y ejercieron autoridad militar con la intención evidente de presionar a la ciudadanía, según los deseos de Aráoz. También intimaron a cesar a todos los cabildantes santiagueños, de quienes se sospechaba de su fidelidad hacia las autoridades tucumanas. Ante la presión armada, el 8 de febrero de 1820 se eligieron nuevos cabildantes. De esta manera, comenzaba sus funciones el segundo cabildo elegido ese año. El capitán Echauri, comandante de armas y edecán de Aráoz, asumió en comisión ese mismo día como teniente de gobernador de Santiago del Estero.
Ante la caída del directorio y sin mandos superiores, Aráoz concibió la posibilidad de organizar institucionalmente su provincia en lo que llamó la República de Tucumán, con jurisdicción también sobre Santiago del Estero y Catamarca. Por ello convocó a un Congreso Provincial Constituyente, que debía a su vez fijar la postura y los temas relacionados con la concurrencia al Congreso Nacional convocado por Bustos en Córdoba. Aráoz quería concurrir a ese congreso afianzado por el peso de la amplia jurisdicción que gobernaba.

### Conflictos electorales
A principios de marzo de 1820 llegó a Santiago del Estero el jurista Juan Bautista Paz, delegado de Aráoz, para organizar el modo y forma de elección de los diputados al Congreso Provincial de Tucumán. En pleno estado de efervescencia del pueblo santiagueño en contra de las autoridades tucumanas, el cabildo convocó al pueblo a votaciones y el 20 de marzo se eligieron los miembros de una asamblea electoral, que se encargaría de elegir a los dos diputados que representarían a Santiago del Estero en el Congreso Provincial convocado por Aráoz. Se designó como presidente del cuerpo a Pedro I. Trejo.

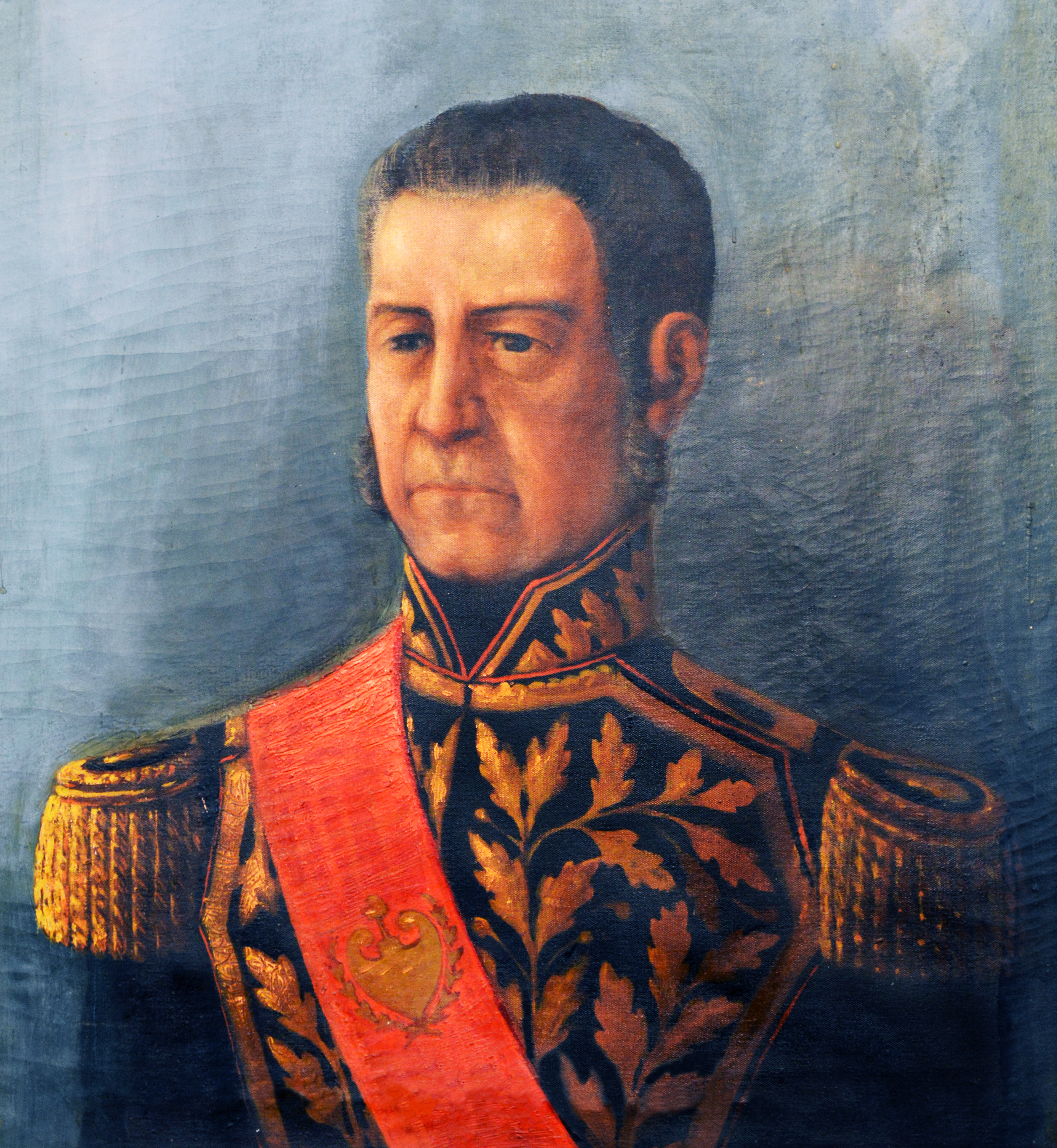
Juan Felipe Ibarra.

La asamblea electoral se reunió el 23 de marzo, pero fue fuertemente impugnada por los representantes de Silípica, Soconcho y Salavina: Pedro Pablo Gorostiaga, Manuel Alcorta y Francisco Javier Frías respectivamente. Estos hombres partidarios del autonomismo, argumentaron que previamente debían debatir y resolver acerca de la validez de la asamblea, ya que hubo impugnaciones a las elecciones de los representantes de Capital y Loreto. En contra de esa observación votaron los representantes de Capital, Copo, Guañagasta, Loreto  y Matará. Finalmente, la mayoría impuso como diputados al licenciado Juan José Lami y a Santiago de Palacio. De esta elección se informó al gobernador Aráoz, quien la aprobó inmediatamente.
Esos diputados no llegaron a incorporarse al Congreso proyectado por Aráoz. Los partidarios autonomistas, comprendiendo su escasa fuerza militar y decididos al cambio, llamaron en su auxilio al comandante del Fuerte de Abipones, Juan Felipe Ibarra, para que ejerciera la defensa de la voluntad popular y los derechos que habían sido vulnerados. De esta manera evitaron cometer los errores de Borges, que realizó una revolución solo en el ámbito urbano. La élite santiagueña esta vez sumó a todo el territorio, a los campesinos y al caudillo rural más prestigioso y con poder.
Los promotores de la autonomía, las familias Frías y Gallo, invitaron al coronel Lorenzo Lugones a ponerse al frente del movimiento segregacionista. Incluso llegaron a ofrecerle el gobierno del nuevo Estado, a pesar de su corta edad. Por razones extrañas a su voluntad, o por la necesidad urgente de precipitar el movimiento, no pudieron esperarlo ya que se encontraba en Tucumán. Por ello recurrieron a Ibarra, que era el único que contaba con tropas.

### Combate en Santo Domingo

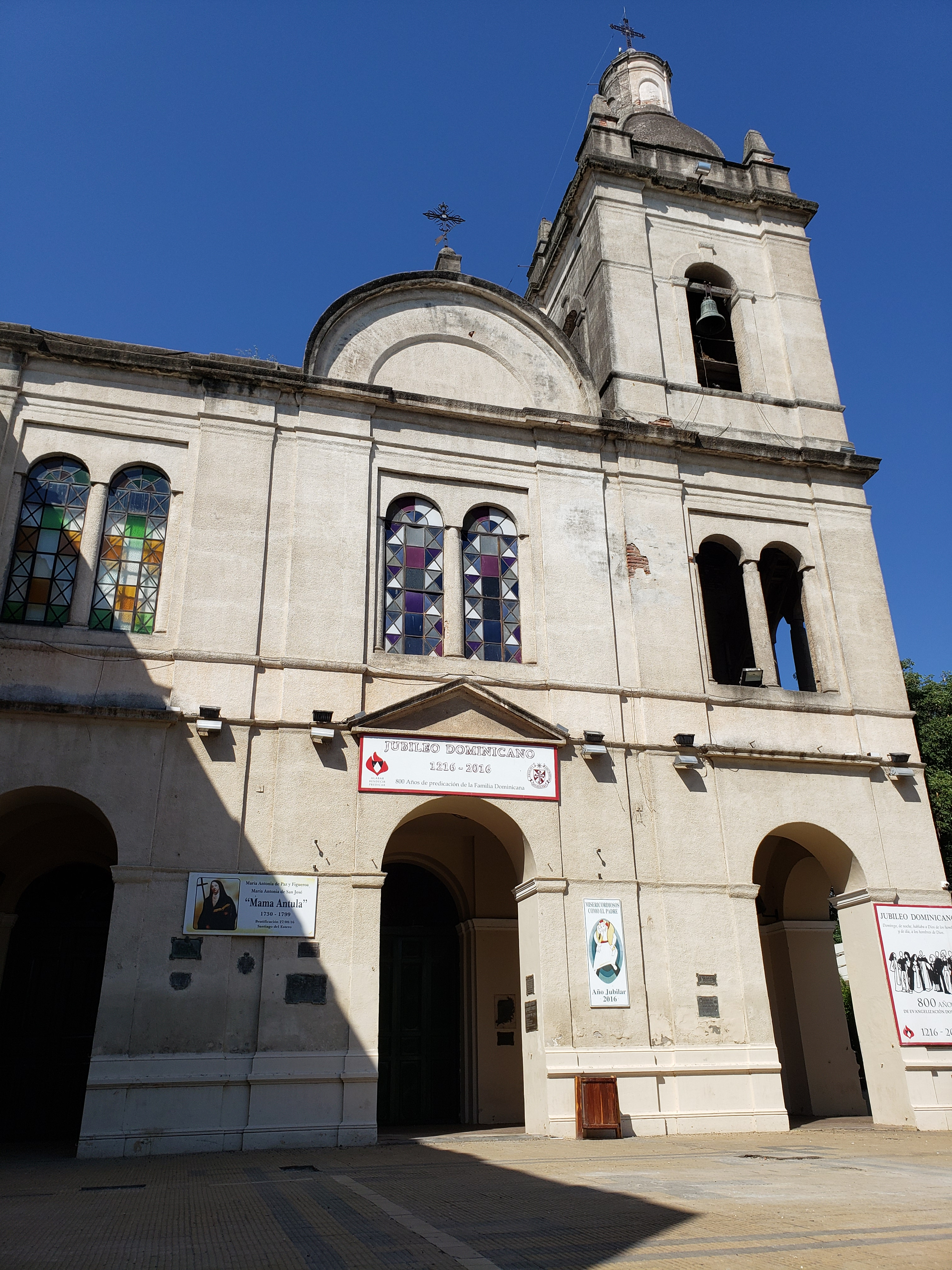
El combate de la autonomía se produjo en inmediaciones del templo de Santo Domingo, en Santiago del Estero.

Ibarra se puso en marcha con sus soldados hacia la ciudad de Santiago del Estero, acompañado de tropas de refuerzo de Santa Fe enviadas por Estanislao López.
El 30 de marzo se reunió el cabildo; Echauri informó de la marcha de las fuerzas de Ibarra y ordenó por bando el reclutamiento forzoso del vecindario. A las 9 de la noche, se intentaba parlamentar, pero Ibarra exigía el abandono inmediato de la plaza y de las municiones por parte de Echauri.
En la madrugada del 31 de marzo de 1820, Viernes Santo de ese año, el caudillo mandó un ultimátum:

"No puedo ya ser más insensible a los clamores con que me llama ese pueblo en su auxilio por la facciosa opinión que sufre indebidamente de V.S. para cimentar de mucho su esclavitud. Me hallo ya a las inmediaciones de ese pueblo benemérito y si V.S. en el término de dos horas desde el recibo de esta intimación, que desde luego lo hago, no le permite reunir libremente a manifestar su voluntad, cargo con toda mi fuerza al momento".

Por la mañana, no teniendo respuesta favorable, avanzó con sus tropas por el sudeste de la ciudad. Las primeras escaramuzas de Ibarra con Echauri, se libraron en los alrededores del templo de Santo Domingo.
Las fuerzas tucumanas subestimaron a las fuerzas gauchas. Las tropas de Ibarra, aunque desorganizadas y empobrecidas de tantos combates en las fronteras, lucharon por su tierra, por la autonomía y la instalación del federalismo en Santiago del Estero. La pelea fue breve y definitoria. Al cabo de unas horas, Echauri se dio a la fuga, y hacia el mediodía Ibarra tomó el control de la ciudad.

### Autonomíade facto
El mismo 31 de marzo se convocó a un cabildo abierto para dar paso a la expresión del pueblo. Fue elegido Pedro Pablo Gorostiaga para presidirlo, y se consideraron depuestas las autoridades anteriores, quedando proclamada por voluntad mayoritaria, la autonomía provincial "de facto". Un nuevo cabildo fue elegido, y el comandante Ibarra fue consagrado por unanimidad como gobernador provisorio, quien el 1 de mayo quedaría en propiedad.
Mientras se negociaba la paz con Aráoz, era convocada una nueva asamblea electoral, con carácter revolucionario de legislatura y constituyente. El 5 de abril, Ibarra se dirigió al gobierno de Buenos Aires adhiriendo al tratado del Pilar, y prometiendo la concurrencia de diputados al Congreso Federal que se establecería. En la misma fecha, el cabildo enviaba a los gobernadores de Buenos Aires y Córdoba el acta eleccionaria del 31 de marzo, agregando que "a esta operación nos ha animado el constituirnos en las bases del sistema federal que por principios e iniciativas de las demás provincias hemos abrazado".
La rebeldía santiagueña ofendió profundamente al gobernador tucumano Aráoz. El 10 de abril, perdidas las esperanzas de retomar la situación, lanzó un manifiesto donde afirmaba:

"Pueblos limítrofes a quienes el orden jerárquico ha subordinado a la provincia a mi mando, el lisonjero esplendor del uso libre de vuestros derechos os deslumbra y alucina hasta el deplorable grado de creeros capaces de entrar por vosotros mismos en un gobierno federal, para lo cual vuestra minoridad e impotencia no puede perdonarse".

El agravio fue contestado de inmediato, con argumentos de gran capacidad ideológica y jurídica. Ibarra y el cabildo suscribieron el 17 de abril un manifiesto conjunto, dirigido "a los pueblos federados":

"No puede haber asociación civil sin pacto social. Este por naturaleza exige y demanda un consentimiento unánime del pueblo. Después de la dislocación del Congreso y que los pueblos reasumieran su soberanía, ¿En qué tiempo, en qué hora y dónde, Tucumán y Santiago celebraron contratos para asociarse y establecer ese orden gradual que somete al uno a la potestad del otro? La esencia del cuerpo político consiste en el acuerdo de la obediencia y de la libertad".

Se recordaba además, la mayoría geográfica y demográfica de Santiago del Estero sobre Tucumán, que no justificaba ninguna subordinación.

## Manifiesto de autonomía
Solo restaba dar el último paso y declarar la autonomía formal, para que la antigua Tenencia de gobierno de Santiago del Estero se erigiese en Provincia Federal. Con ese fin, y estando elegidos nuevos electores, el 25 de abril se constituyó la asamblea. La integraban hombres de gran figuración política, antiguos compañeros de Borges, formados en los claustros universitarios y religiosos.
Se eligió como presidente al licenciado Manuel Frías, sacerdote y miembro de una relevante familia patriota. Fue su secretario el licenciado Fernando Bravo, representante de Matará. En la mima sesión, se eligió diputado al Congreso Federal convocado por el tratado del Pilar, al coronel y doctor Mateo Saravia, amigo de confianza y asesor de Ibarra.
El 27 de abril volvió a reunirse la asamblea para proceder a la declaratoria de Autonomía Provincial. Antes de ello, y por renuncia de Bravo, se encomendó la secretaría ad hoc al mariscal Juan José D'Auxion Lavaysse. Este general francés, desterrado luego de la caída de Napoleón Bonaparte, se había casado en Santiago del Estero en 1817, radicándose en Tucumán hasta principios del año 1820.

### Acta de autonomía
La asamblea procedió con solemnidad a declarar la Autonomía Provincial, el 27 de abril de 1820. Lo hizo con un documento político sin igual dentro del derecho público argentino. En el acta de la autonomía se destacó que “la sangre que ha corrido en nuestra ciudad, y hasta en la iglesia de Santo Domingo, por causa del tirano el mismo día que el Salvador de los hombres derramó la suya para libertarnos de la tiranía de nuestras pasiones”, refiriéndose al combate en el templo de Santo Domingo, un Viernes Santo.
El acta que erigió el territorio de Santiago del Estero en provincia federal, estipulaba:

“Nos los Representantes de todas las comunidades de este territorio de Santiago del Estero, convencidos del principio sagrado que entre hombres libres no hay autoridad legítima sino la que dimana de los votos libres de sus conciudadanos e invocando al Ser Supremo por testigo y juez de la pureza de sus intenciones, declaramos:

1° Nuestra jurisdicción de Santiago del Estero uno de los territorios unidos de la Confederación del Río de la Plata.
2° No reconocemos otra soberanía ni superioridad sino de la del Congreso de nuestros co-estados que va a reunirse para organizar nuestra federación.
3° Ordenamos el nombramiento de una Junta Constitucional para redactar la constitución provisoria y organizar la economía interior de nuestro territorio, según el sistema provincial de los Estados Unidos de la América del Norte, en cuanto lo permitiera la característica de nuestras localidades.
4° Declaramos traidores a la Patria y castigarlos como a tal a todo vecino o extranjero que conspire contra este acto espontáneo y libre de la soberanía del pueblo de Santiago.
5° Ofrecemos nuestra amistad a nuestros respetables hermanos y conciudadanos del Tucumán y olvido de lo pasado a los que nos han ofendido; inmolando todo resentimiento en aras de la religión y de la Patria.

Firmantes: Manuel Frías, presidente. Femando Bravo, Manuel Alcorta, Pablo Gorostiaga, Pedro Rueda, Manuel Gregorio Caballero, Martin de Herrera, José M. Maldonado, Mariano Santillán, José A. Salvatierra, Dionisio Maguna, Juan J. D’Auxion Lavaysse, secretario.”

Algunos autores aseguran que el tenor de esta acta fue por Lavaysse. Otros afirman que el redactor fue Fernando Bravo.
En el acta quedaron plasmadas las ideas federales, partiendo del hecho de la existencia de los territorios unidos de la confederación, supeditadas únicamente a la autoridad del Congreso Federal. Además afirmaba "en tanto como lo permitan nuestras localidades", arraigando el sentimiento nacional y local, y no a través de copias como la que se trataban de importar de constituciones europeas. Los santiagueños con este acto realizaron el más sólido aporte al desarrollo del federalismo y la nacionalidad.
El historiador Vicente Fidel López, refiriéndose a ese documento, expresó:

"Es admirable y digno de sorprender el tenor de las declaraciones constitucionales y políticas con que la tenencia de Santiago del Estero se erigió en provincia. Ninguna otra levantó entonces más alto ni más luminosamente los grandes principios de la reorganización federal; ninguna otra los tocó ni los produjo de una manera más neta y categórica."

En relación con el lugar de reunión  donde se proclamó la autonomía, existen diferentes versiones: algunos autores aseguran que fue en la sede del cabildo, otros que fue en la casa de Manuel del Carmen Hernández, en la actual calle Urquiza Nº 283, ya que la esposa del dueño de casa era Juana Ibarra, prima de Juan Felipe.
En la misma asamblea se nombró una junta para redactar una constitución. Ibarra fue confirmado como gobernador a partir del 1 de mayo de 1820. También se designaron a los nuevos miembros del cabildo ordinario, que quedó integrado por: Antonio María Taboada y Manuel Alcorta, como alcaldes de 1º y 2ª voto, respectivamente; Manuel J. Beltrán, regidor alguacil; Manuel Rueda, alguacil mayor; José Isnardi, regidor defensor; José A. Salvatierra y Juan M. Iramaín, regidores llanos; y Manuel G. Caballero, síndico procurador.
En 1820 también surgieron como entidades soberanas las provincias de La Rioja, Catamarca, San Juan y San Luis. La autonomía santiagueña no fue un suceso aislado, sino que formó parte del período de autonomías provinciales, en el cual las provincias se autogobernaron como estados independientes, y las relaciones entre ellas estuvieron reguladas por una serie de tratados.

## Tratado de Vinará
Proclamada la autonomía, el gobernador tucumano Aráoz intentó recuperar Santiago del Estero, pero fue derrotado por Ibarra el 5 de febrero de 1821 en el combate de Los Palmares. Meses más tarde, las fuerzas santiagueñas sufrieron una derrota en la batalla de Rincón de Marlopa, el 3 de abril de 1821.
Por mediación y ayuda del gobernador de la provincia de Córdoba, Juan Bautista Bustos, comenzaron las negociaciones de paz entre Tucumán y Santiago del Estero. Finalmente se firmó el Tratado de Vinará, el 5 de junio de 1821, por el cual Tucumán reconocía la autonomía santiagueña y los derechos de Santiago del Estero a tener un gobierno propio. Bustos participó activamente, pues estaba muy interesado en la paz en el norte argentino para poder organizar la confederación. En esa oportunidad, suscribieron dicho tratado el presbítero Pedro León Diaz Gallo, en representación de Santiago del Estero, Pedro Miguel Aráoz por Tucumán, y José Pacheco de Melo, representando a Córdoba, provincia que garantizaba el acuerdo. Con esto se puso fin a la guerra entre Santiago del Estero y Tucumán.
Actualmente la Provincia de Santiago del Estero es uno de los estados federados, con autonomía plena, que forman parte de la República Argentina.